# طیف اتمی
طیف اتمی (به انگلیسی: Atomic Spectrum) نمایش طول موج های اشعه های مرئی منتشره از عناصر و حاصل از کم کردن عدد کوانتومی (کم کردن سطح انرژی) الکترون‌های عناصر است. طیف اتمی، مفهومی است که ترکیب تشکیل دهنده یک ماده یا هر جرمی را می‌توان با استفاده از آن تعیین کرد.

## مقدمه
احتمالاً تاکنون شنیده‌اید که خورشید از هِلیم تشکیل شده یا این‌که جنس یکی از قمرهای مشتری از متان است. بدیهی است که تاکنون بشر نتوانسته به سطح خورشید یا سطح اروپا (قمر مشتری) سفر کند؛ بنابراین دانشمندان به چه صورت جنس این اجرام را شناسایی می‌کنند؟ پاسخ در «طیف اتمی» (Atomic Spectrum) عناصر است. طیف اتمی، مفهومی است که ترکیب تشکیل دهنده یک ماده یا هر جرمی را می‌توان با استفاده از آن تعیین کرد.

در انیمیشن فوق نیز می‌بینید که دو میدان الکتریکی و مغناطیسی عمود به یکدیگر در راستای x در حال حرکت هستند. فاصله دو قله از موج را طول موج می‌نامند. در شکل زیر طول موج، نشان داده شده‌است.

انرژی می‌تواند در خلاء یا محیطی مادی، در قالب امواج الکترومغناطیسی منتشر شود. تابش الکترومغناطیسی، موجی عرضی است که در آن دو میدان الکتریکی و مغناطیسی به صورت عمود به یکدیگر و به شکل نوسانی در محیط حرکت می‌کنند.
بدیهی است که هرچه طول موج کمتر باشد، موج فشرده‌تر شده و انرژی بیشتری را حمل می‌کند. طول موج دقیقاً همان عاملی است که نورهای با رنگ‌های مختلف را از هم متمایز می‌کند. البته فرکانس نیز کمیتی است که می‌توان با استفاده از آن میزان فشردگی یک موج را بیان کرد. در حقیقت فرکانس و طول موج با عکس هم در ارتباط هستند. طیف الکترومغناطیسی به بازه‌ای از تمامی طول موج‌ها و فرکانس‌های ممکن گفته می‌شود که در آن موج الکترومغناطیسی می‌تواند منتشر شود.
طبق توصیف کوانتوم مکانیک از الکترون، که مفهوم «دوگانگی موج-ذره» (Wave-Particle Duality) را بیان می‌کند، اگرچه پدیده الکترومغناطیس در نور را تحت عنوان موج می‌شناسند، اما در مواردی به این پدیده هم‌چون ذره نیز نگاه می‌شود.
ماکس پلانک، فیزیک‌دان آلمانی، در سال ۱۹۰۰ در هنگام مطالعه تابش جسم سیاه، متوجه این موضوع شد که با افزایش پیوسته فرکانس یک موج، انرژی تابشی بدست آمده از منبع تابش، به‌صورت پیوسته افزایش نمی‌یابد. در حقیقت افزایش انرژی به‌صورت پله‌ای یا اصطلاحاً کوانتومی رخ می‌دهد. به‌عبارت دیگر یک بستهٔ انرژی از سیستم همانند یک اتم از یک جرم است.
آلبرت انیشتین، در سال ۱۹۰۵ مقاله‌ای ارائه داد که در آن نور را به‌صورت بسته‌هایی از انرژی تحت عنوان فوتون در نظر گرفت. او با استفاده از توصیفش از نور، پدیده‌ای تحت عنوان اثر فوتوالکتریک را نیز شرح داد. کشف فوتون، افزایش پله‌ای (یا افزایش کوانتومی) انرژی تابشی را توجیه کرد.

## ثابت‌ها و واحدها
ثابت‌های استفاده شده در این مطلب به شرح زیر هستند:
- λ: طول موج نور
- ν: فرکانس نور
- n: عدد کوانتومیِ سطح انرژی
- E: سطح انرژی

### واحدها
طول موج یا فاصلهٔ بین دو قلهٔ یک موج معمولاً بر حسب متر بیان می‌شود. البته به‌دلیل کوچک بودن این کمیت در مواردی آن را بر حسب دیگر واحدها هم‌چون میکرومتر یا نانومتر نیز بیان می‌کنند. تعداد قله‌هایی از موج که در ۱ ثانیه عبور می‌کند نیز فرکانس موج نامیده می‌شود.
واحد SI فرکانس موج هرتز است که معمولاً آن را با نماد Hz نمایش می‌دهند. فرکانس بر حسب 1s بیان می‌شود. سرعت نور در خلاء نیز عددی ثابت و برابر با ۲٫۹۹۷۹۲۴۵۸×108ms−۱ در نظر گرفته می‌شود. رابطه بین سرعت نور، طول موج وفریکونسی به‌شکل زیر است.
νλ=c
انرژی تابش الکترومغناطیسی در یک فرکانس مشخص نیز به‌صورت ژول بیان شده و از رابطه زیر بدست می‌آید.
Ev=h
در رابطه فوق h ثابت پلانک نامیده شده و مقدار آن برابر با h=۶٫۶۲۶۰۶۸۷۶×۱۰−34J.s است. رابطه فوق انرژی حمل شده توسط یک بستهٔ کوانتومی (یک فوتون) را نشان می‌دهد؛ بنابراین مقدار این انرژی بسیار اندک است؛ لذا از واحد دیگری تحت عنوان الکترون ولت نیز استفاده می‌شود.
۱ الکترون-ولت به مقداری از انرژی جنبشی گفته می‌شود که الکترون در نتیجهٔ شتاب گرفتن در اختلاف پتانسیل ۱ ولت بدست می‌آورد. در حقیقت ۱ الکترون-ولت برابر است با:
1e.v=۱٫۶۰۲۱۸×10–19C×1V=۱٫۶۰۲۱۸×10–19J

## طیف‌سنجی
همان‌گونه که در فوق نیز عنوان شد، یک طیف به بازه‌ای از فرکانس‌ها و طول موج‌ها گفته می‌شود. با عبور دادن نور از داخل منشور می‌توان آن را به بخش‌هایی با طیف‌های مشخص تقسیم کرد. اگرچه این روش بسیار مبتدیانه، اما کارآمد.
به روش فوق، طیف سنجی یا «اسپکتروسکوپی» (Spectroscopy) گفته می‌شود. در شکل زیر نحوه شکست نور به نورهایی با طیف‌های مختلف نشان داده شده‌است.

## واکنش اتم‌ها به تابش نور
همان‌طور که در مبحث اوربیتال نیز عنوان شد، الکترون‌ها تنها می‌توانند در ناحیه مشخصی تحت عنوان پوسته در اطراف اتم قرار گیرند. هر پوسته دارای سطحی از انرژی است که با استفاده از عدد n نشان داده می‌شود. با توجه به این که الکترون نمی‌تواند بین سطوح انرژیِ مشخص شده قرار گیرد، بنابراین عدد n نیز دارای مقداری مثبت و حقیقی است (…,n=۱٬۲,۳).
نزدیک‌ترین الکترون به هستهٔ اتم دارای n=۱ بوده و هم‌چنین کم‌ترین انرژی را دارد. اصطلاحاً گفته می‌شود که این الکترون در حالت پایه (Ground State) قرار گرفته‌است. انرژی الکترونی که در سطح انرژی n قرار گرفته با استفاده از رابطهٔ زیر توصیف می‌شود.
در رابطه فوق، RH ثابتی است که مقدار آن برابر با ۲٫۱۷۹×۱۰−18J بوده و n نشان دهنده سطح انرژی الکترون است. در شکل ۱ زیر الکترون، پوسته و فرایند دفع و جذب انرژی نوری نشان داده شده‌است.
زمانی که نوری به یک اتم تابیده شود، الکترون‌های آن، فوتون دریافت کرده و در نتیجه سطح انرژی آن‌ها تغییر کرده و به لایه‌های دورتر می‌روند. هرچه انرژی دریافت شده توسط الکترون بیشتر باشد، تغییر سطح الکترون به لایه‌های دورتر نیز بیش‌تر خواهد بود.
به‌طور مشابه یک الکترون می‌تواند با از دست دادن فوتون، انرژی از دست داده و به سطوح پایین‌تر تغییر سطح دهد. تغییر سطح انرژی الکترون در نتیجه از دست دادن یا گرفتن فوتون برای اولین بار در قالب مدل اتمی بور ارائه شد. انرژی گرفته شده یا از دست داده شده توسط الکترون هنگامی که تغییر سطح می‌دهد، برابر است
در رابطه فوق ni سطح انرژی اولیه الکترون و nf سطح انرژی نهایی الکترون را نشان می‌دهد. فرکانس فوتونی که منجر به تغییر سطح الکترون می‌شود را می‌توان با استفاده از رابطهٔ νphoton=Ei−Efh بدست آورد. در رابطه فوق Ei انرژی اولیه الکترون و Ef انرژی نهایی آن است. در شکل زیر الکترون، هسته، پوسته و فرایند دفع و جذب فوتون توسط الکترون، نشان داده شده‌است.
با توجه به این‌که یک الکترون می‌تواند در سطح خاصی از انرژی قرار داشته باشد، بنابراین می‌تواند فوتون‌ها را در طیف خاصی منتشر کند. به همین دلیل است که خطوط طیفی به‌وجود می‌آیند.

## خطوط نشر
همان‌طور که در بالا نیز عنوان شد، زمانی که الکترونی از سطح انرژی بالایی به سطح انرژی پایین‌تری جابجا شود، از خود فوتونی با طول موج و فرکانس خاصی نشر می‌دهد. زمانی که مجموعه‌ای از الکترون‌ها، فوتون‌هایی با طول موج یکسان را نشر دهند، مجموعه‌ای از خطوط با همین طول موج ایجاد می‌شود. شکل زیر را در نظر بگیرید.
در سمت چپ لامپی هیدروژنی قرار گرفته که توسط جریان الکتریکی تحریک می‌شود. در مرحلهٔ بعد نورِ ناشی از تحریک، از منشور عبور داده می‌شود و در نتیجه به نورهایی با فرکانس‌های متفاوت تقسیم می‌شود. از آنجایی که فرکانس‌های نور، مرتبط با سطوح انرژی متفاوت هستند، می‌توان خطوط طیفی اتم هیدروژن را با استفاده از معادله کشف شده توسط «یوهان بالمِر» (Johann Balmer) بدست آورد. این معادله در زیر بیان شده‌است.
در این رابطه، n عددی بزرگ‌تر از ۲ است. دلیل این امر صادق بودن رابطه فوق برای نور مرئی و برخی از فرکانس‌های فرابنفش است. شکل زیر خطوط بالمر برای اتم هیدروژن را نشان می‌دهد.

## کاربردهای طیف اتمی
طیف اتمی کاربردهای عملی بسیاری دارد. در حقیقت با توجه به این‌که فرکانس نشر برای هر عنصر متفاوت است، بنابراین این ویژگی همچون اثر انگشت برای اتم‌ها عمل می‌کند. برخی از اتم‌ها با استفاده از تحلیل طیف اتمی کشف شدند. برای نمونه دانشمندان با ماده‌ای جدید برخوردند که طیف اتمی متفاوتی داشت.
آن‌ها با استفاده از تحلیل طیف اتمی متوجه شدند با ماده‌ای جدید روبرو شدند. بعدها این عنصر هلیوم نامگذاری شد. هم‌چنین ستاره‌شناسان با استفاده از مفهوم طیفی اتمی می‌توانند جنس اجرام دوردست را پیش‌بینی کنند. در ادامه جهت درک بهتر مفاهیم کمی بیان شده، مثال‌هایی مطرح شده‌است.

### مثال ۱
با استفاده از معادله بالمر فرکانس تابشی مربوط به سطح انرژی n=۳ را بیابید.
در بالا معادله بالمر را به‌صورت ν=۳٫۲۸۸۱×1015s−1(122–1n2) بیان کردیم. با جایگذاری n=۳ در رابطه فوق داریم:
در نتیجه مقدار ν=4.5668s–۱ بدست می‌آید.

### مثال ۲
فرکانس نور تابش شده در حالتی که الکترونی از n=۵ به سطح انرژی n=۲ نزول می‌کند، چقدر است؟
جهت بدست آوردن فرکانس نور تابیده شده از رابطه Ephoton=RH[(1ni)2–(1ni)2] استفاده می‌کنیم. در نتیجه انرژی ساطع شده در نتیجه این پرش سطح انرژی برابر است با:
حال با استفاده از رابطه ν=E/h مقدار فرکانس نور ساطع شده برابر است با:
ν=۶٫۹۰۵×1014s–1

## دید کلی
همان‌طور که می‌دانیم نیوتون برای نخستین بار با گذراندن نور خورشید از منشور، طیف نور سفید را تشکیل داد. نیوتون نشان داد که نور سفید آمیزه‌ای از رنگهای مختلف است و گسترده طول موجی این رنگها از ۰٫۴ میکرومتر (بنفش) تا ۰٫۷ میکرومتر (قرمز) است. طیف نور سفید یک طیف پیوسته‌است. به همین ترتیب می‌توان طیف هر نوری را توسط پاشندگی در منشور شناسایی کرد. اما علت اینکه در طیف اتمی خطوط مختلفی دیده می‌شود، چیست؟

## خطوط طیفی
طیف اتمی مستقیماً به ترازهای انرژی اتم نسبت داده می‌شود. هر خط طیفی متناظر یک گذار خاص بین دو تراز انرژی یک اتم است. پس آنچه در طیف نمایی دارای اهمیت است، تعیین ترازهای انرژی یک اتم به کمک اندازه‌گیری طول موجهای طیف خطی گسیل شده از اتمها است. پایین‌ترین تراز انرژی، حالت پایه و همه ترازهای بالاتر حالتهای برانگیخته نامیده می‌شوند. موقعی که یک اتم از حالت برانگیخته بالاتر به یک حالت برانگیخته پایین‌تر گذاری را انجام می‌دهد. یک فوتون متناظر به یک خط طیفی گسیل می‌شود.

### طیف نشری
اگر جسمی بتواند نور تولید کند و نور تولید شده را از منشوری عبور دهیم، طیفی بدست می‌آید که طیف نشری نامیده می‌شود. اگر رنگهای طیف حاصل بهم متصل باشند، طیف نشری اتصالی و اگر فاصله‌ای بین آنها باشد، طیف نشری انفصالی یا خطی می‌نامند. به عنوان مثال لامپ حاوی بخار بسیار رقیق را در نظر بگیرید. این لامپ به‌صورت لوله باریک شیشه‌ای است که درون آن یک گاز رقیق در فشار کم وجود دارد. دو الکترود به نامهای کاتد و آند در دو انتهای لوله قرار دارند. اگر بین این دو الکترود، ولتاژ بالایی برقرار شود، اتمهای گاز درون لامپ شروع به گسیل نور می‌کنند. اگر این بخار مربوط به بخار جیوه باشد، این گسیل به رنگ نیلی - آبی است. اگر این نور را از منشور بگذرانیم و طیف آن را تشکیل دهیم می‌ینیم که این طیف پیوسته نیست. بلکه تنها از چند خط رنگی جدا از هم با طول موجهای معین تشکیل شده‌است.

### طیف جذبی
در سال ۱۸۱۴ میلادی فرانهوفر فیزیکدان آلمانی کشف کرد که اگر به دقت به طیف خورشید بنگریم، خطهای تاریکی در طیف پیوسته آن مشاهده خواهیم کرد. این مطلب نشان می‌دهد که بعضی از طول موجها در نوری که از خورشید به زمین می‌رسد، وجود ندارد و به جای آنها، در طیف پیوسته نور خورشید خطهای تاریک (سیاه) دیده می‌شود. اکنون می‌دانیم که گازهای عنصرهای موجود در جو خورشید، بعضی از طول موجهای گسیل شده از خورشید را جذب می‌کنند و نبود آنها در طیف پیوسته خورشید به صورت خطهای تاریک ظاهر می‌شود. در اواسط سده نوزدهم معلوم شد که اگر نور سفید از داخل بخار عنصری عبور کند و سپس طیف آن تشکیل شود، در طیف حاصل خطوط تاریکی ظاهر می‌شود. این خطوط توسط اتمهای بخار جذب شده‌اند.

## طیف اتمی از دیدگاه فیزیک کلاسیک
درک سازوکار جذب و گسیل نور بوسیله اتمها از دیدگاه فیزیک کلاسیک آسان است. زیرا بنابر نظریه‌های کلاسیکی یک اتم در صورتی نور گسیل می‌کند که به طریقی مانند برخورد با سایر اتمها یا توسط میدان الکتریکی به الکترونهای آن انرژی داده شود، در نتیجه الکترونها با بدست آوردن انرژی ارتعاش می‌کنند و امواج الکترومغناطیس به‌وجود می‌آورند، یعنی نور گسیل می‌کنند. اما این که چرا اتمهای همه عنصرها موج الکترومغناطیسی با طول موجهای یکسان نمی‌کنند و این که چرا هر عنصر طول موج خاص خود را دارد، از دیدگاه فیزیک کلاسیک قابل توجیه نیست.
در مورد جذب نور هم، از دیدگاه فیزیک کلاسیک، می‌توان گفت که وقتی نور به یک اتم می‌تابد، نوسان میدان الکتریکی ناشی از نور فرودی باعث می‌شود که الکترونهای اتم شروع به ارتعاش کنند و نور فرودی را جذب کنند؛ ولی باز هم در این دیدگاه هیچ توجیه قانع کننده‌ای برای این که چرا هر عنصر تنها طول موجهای خاصی را که مشخصه آن عنصر است جذب می‌کند و بقیه طول موجها را جذب نمی‌کند؟ وجود ندارد.

## رابطه ریدبرگ - بالمر
طیف اتمی هیدروژن، اولین طیفی بود که به‌طور کامل مورد تجزیه و تحلیل قرار گرفت. آنگستروم تا سال ۱۸۸۵ میلادی طول موجهای چهار خط از طیف اتم هیدروژن را با دقت زیاد اندازه گرفت. بالمر که یک معلم سوئیسی بود، وی این اندازه گیریها را مطالعه کرد و نشان داد که طول موج خطهای این طیف را می‌توان با دقت بسیار زیاد بدست آورد. توفیق بالمر در خصوص یافتن رابطه‌ای برای خطهای طیف اتم هیدروژن در ناحیه مرئی موجب شد، که تلاشهای بیشتری در جهت یافتن خطوط دیگر طیف اتم هیدروژن صورت گیرد. کار عمده در زمینه جستجو برای طیف کامل اتم هیدروژن توسط ریدبرگ در حدود سال ۱۸۵۰ میلادی انجام شد.